# Monta Bell
Pour les articles homonymes, voir Bell.
Monta Bell est un acteur, réalisateur et producteur de cinéma américain, né le 5 février 1891 à Washington DC (États-Unis), mort le 4 février 1958.

## Biographie
Monta Bell commence sa carrière comme acteur en 1923.

## Filmographie partielle
Acteur
- 1917 : Charlot s'évade (The Adventurer) de Charlie Chaplin
- 1923 : Le Pèlerin (The Pilgrim) de Charlie Chaplin

Réalisateur
- 1924 : How to Educate a Wife
- 1924 : Broadway After Dark
- 1924 : Un pleutre (The Snob)
- 1925 : La Dame de la nuit (Lady of the Night)
- 1925 : Les Feux de la rampe (Pretty Ladies)
- 1925 : Incognito (The King on Main Street)
- 1925 : Lights of Old Broadway
- 1926 : Le Torrent (Torrent)
- 1926 : The Boy Friend (en)
- 1926 : En scène (en) (Upstage)
- 1927 : L'Homme de la nuit (After Midnight)
- 1927 : Man, Woman and Sin
- 1929 : L'Affaire Bellamy (Bellamy Trial)
- 1930 : Young Man of Manhattan
- 1930 :  East Is West
- 1931 : Up for Murder
- 1931 : Personal Maid (en)
- 1932 : Downstairs
- 1933 : The Worst Woman in Paris? (en)
- 1945 : Les Diables jaunes (en) (China's Little Devils)

Producteur
- 1929 : The Battle of Paris de Robert Florey
- 1934 : Les Hommes en blanc (Men in White), de Richard Boleslawski